# Raiffeisenbank Unteres Zusamtal
Die Raiffeisenbank Unteres Zusamtal eG ist eine Genossenschaftsbank mit Sitz in der bayerischen Gemeinde Buttenwiesen im Landkreis Dillingen an der Donau.

## Geschichte
Die heutige Raiffeisenbank Unteres Zusamtal eG wurde am 26. März 1889 in Buttenwiesen gegründet und entstand im Jahr 1971 als Raiffeisenbank Unteres Zusamtal eGmbH durch die Fusion der Raiffeisenkasse Ober- und Unterthürheim eGmbH mit dem Sitz in Unterthürheim mit der Raiffeisenkasse Pfaffenhofen a.d.Zusam eGmbH mit dem Sitz in Pfaffenhofen an der Zusam. Im Jahr 1979 fusionierte die Raiffeisenbank Unteres Zusamtal eG dann mit der Raiffeisenbank Buttenwiesen eG mit dem Sitz in Buttenwiesen. Letztmals fusionierte sie dann im Jahr 1983 mit der Raiffeisenkasse Lauterbach/Zusam eG mit dem Sitz in Lauterbach.
Somit deckt die Raiffeisenbank heute – bis auf den Ortsteil Wortelstetten – das gesamte Gemeindegebiet von Buttenwiesen ab.

## Rechtsverhältnisse
Die Raiffeisenbank Unteres Zusamtal eG ist im Genossenschaftsregister beim Amtsgericht Augsburg unter GnR 1214 eingetragen.

## Organisationsstruktur
Rechtsgrundlagen sind das Genossenschaftsgesetz und die durch die Generalversammlung beschlossene Satzung. Organe der Bank sind der Vorstand, der Aufsichtsrat und die Generalversammlung.

## Sicherungseinrichtung
Die Raiffeisenbank Unteres Zusamtal eG ist der amtlich anerkannten Sicherungseinrichtung des Bundesverbandes der Deutschen Volksbanken und Raiffeisenbanken GmbH und der zusätzlichen freiwilligen Sicherungseinrichtung des Bundesverbandes der Deutschen Volksbanken und Raiffeisenbanken e.V. angeschlossen.

## Geschäftsausrichtung
Die Raiffeisenbank Unteres Zusamtal eG betreibt das Universalbankgeschäft. Im Verbundgeschäft arbeitet sie mit der DZ Bank, R+V Versicherung, Bausparkasse Schwäbisch Hall, Teambank, VR Leasing, DZ Hyp und der Union Investment zusammen.

## Geschäftsgebiet
Das Geschäftsgebiet liegt im Osten des Landkreises Dillingen an der Donau.
An diesen Orten betreibt die Bank Filialen:
- Buttenwiesen (Hauptstelle, jur. Sitz)
- Unterthürheim (SB-Geschäftsstelle)